# 薩那國際機場
薩那國際機場（阿拉伯语：مطار صنعاء الدولي）是位於也門的前首都薩那的機場。

## 沙地武裝干涉也門的影響
2015年，由於沙特领导的干预也门行动發生，也門國家內實行了禁飛區，至2015年3月28日，所以民用航班已停止運作。從那時起，唯一民用航線是由國外航班作撤離也門公民之用。

2015年4月29日，薩那國際機場成為沙特阿拉伯空軍轟炸目標，唯一的跑道和客運大樓受到嚴重損壞，機場復用無期。
2016年8月9日，由于沙特领导的联军关闭了领空，尽管也门航空恢复了服务，机场再次关闭。
2017年11月6日，因胡塞武装的导弹落入沙特阿拉伯，沙特当局关闭了该机场及进入也门的所有通道。同年11月14日，沙特空军轰炸了该机场，造成了破坏。
2017年11月23日，当局允许机场和荷台达港重新开放，用于援助航班。11月25日，四架载有人道主义援助的飞机降落在萨那，这是自全面封锁实施以来首次有此类飞机降落。
2020年2月3日，一架载有七名重病也门人的联合国飞机执行人道主义任务飞往约旦。
2021年12月，沙特阿拉伯的空袭以该机场为目标。报道称，在空袭开始前，平民被疏散，但机场遭受了严重破坏。
2022年5月16日，该机场的商业航班在停飞六年后恢复运营。首架也门航空的航班载有151名乘客飞往约旦首都安曼。

## 航空公司及航点

### 客运
| 航空公司 | 目的地                           |
| -------- | -------------------------------- |
| 也门航空 | 安曼、开罗、喀土穆、科威特、孟買 |